# Calle de Pedro Egaña
La calle de Pedro Egaña es una vía pública de la ciudad española de Vitoria.

## Descripción

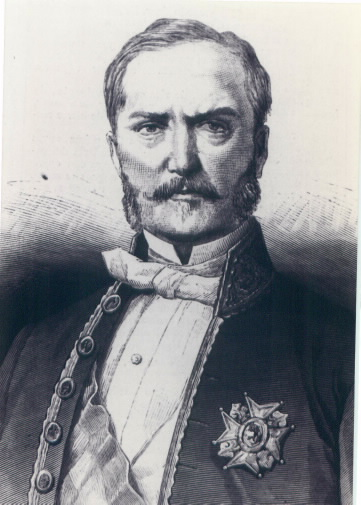
Pedro Egaña, que da nombre a la calle

La vía discurre desde la calle de la Herrería hasta la de la Fundadora de las Siervas de Jesús. Entre 1887 y 1891, se conoció como «cantón de San Pedro», título que se cambió entonces por el de «calle de Don Pedro de Egaña» para perder después el «de» y el tratamiento de respeto. Honra con su nombre a Pedro de Egaña (1803-1885), político y empresario natural de la ciudad, ministro de Gracia y Justicia y de la Gobernación bajo el reinado de Isabel II. Fue fundador, asimismo, del periódico La España.
Aparece descrita en la Guía de Vitoria (1901) de José Colá y Goiti con las siguientes palabras:

Calle de Don Pedro de Egaña.—Diósele este nombre el día 23 de diciembre de 1891, en sustitución del de Cantón de San Pedro, que le fué dado en 12 de octubre de 1887. Principia en la calle de la Herrería y termina en la de Cercas altas.
(Colá y Goiti, 1901, p. 33)